# Епархия Умтаты
Епархия Умтаты (лат. Dioecesis Umtatana) — епархия Римско-Католической церкви с центром в городе Умтата, ЮАР. Епархия Умтаты входит в митрополию Дурбана. Кафедральным собором епархии Умтаты является церковь Всех Святых.

## История
30 марта 1930 года Римский папа Пий XI выпустил бреве «Quo maiori», которым учредил миссию апостольскую префектуру Умтаты, выделив её из апостольского викариата Марианхилла (сегодня — Епархия Марианхилла).
13 апреля 1937 года Римский папа Пий XI издал буллу «Lubentissime solet», которой преобразовал апостольскую префектуру Умтаты в апостольский викариат.
11 января 1951 года Римский папа Пий XII издал буллу «Suprema Nobis», которой преобразовал апостольский викариат Умтаты в епархию.

## Ординарии епархии
- епископ Daniele Kauczor M.C.C.I.[1] (1923—1926);
- епископ Luigi Mohn M.C.C.I. (10.12.1926 — 1939);
- епископ Emanuele Hanisch M.H.M. (28.10.1939 — 28.02.1940);
- епископ Joseph Grueter C.M.M. (3.04.1941 — 26.09.1968);
- епископ Ernst Heinrich Karlen C.M.M. (26.09.1968 — 9.05.1974) — назначен епископом Булавайо;
- епископ Peter Fanyana John Butelezi O.M.I. (10.07.1975 — 27.04.1978) — назначен архиепископом Блумфонтейна;
- епископ Andrew Zolile T. Brook (12.02.1979 — 7.01.1995);
- епископ Oswald Georg Hirmer (21.04.1997 — 8.02.2008);
- епископ Sithembele Anton Sipuka (8.02.2008 — по настоящее время).

## Источник
- Annuario Pontificio, Libreria Editrice Vaticana, Città del Vaticano, 2003, ISBN 88-209-7422-3
- Бреве Quo maiori, AAS 22 (1930), стр. 483  (лат.)
- Булла Lubentissime solet, AAS 29 (1937), стр. 327  (лат.)
- Булла Suprema Nobis, AAS 43 (1951), стр. 257  (лат.)